# (9949) Brontosaure
(9949) Brontosaure, désignation internationale (9949) Brontosaurus, est un astéroïde de la ceinture principale.

## Description
(9949) Brontosaure est un astéroïde de la ceinture principale d'astéroïdes. Il fut découvert par Eric Walter Elst le 22 septembre 1990 à l'observatoire de La Silla. Il présente une orbite caractérisée par un demi-grand axe de 2,354 UA, une excentricité de 0,06 et une inclinaison de 7,703° par rapport à l'écliptique.
Il fut nommé en hommage au brontosaure, un genre éteint de dinosaures, ayant vécu en Amérique du Nord au Jurassique supérieur (Kimméridgien et Tithonien) il y a environ entre 156,3 et 146,8 Ma (millions d'années).

## Compléments